# IX световен фестивал на младежта и студентите
Деветият световен фестивал на младежта и студентите се провежда от 28 юли до 6 август 1968 година в София, България.
Тези фестивали се организират от Световната федерация на младежта и студентите – наследник на Комунистическия интернационал на младежта. Федерацията е финансирана от СССР и сателитите му.
Първоначално мероприятието е планирано да бъде проведено в Алжир през лятото на 1965 година. Поради извършения там военен преврат обаче се налага да се промени датата, като за ново място за провеждане на фестивала е избрана столицата на България.

## Подготовка
За подготовката и провеждането на фестивала ЦК на БКП създава Оперативно бюро, ръководено от заместник-председателя на Министерския съвет Лъчезар Аврамов и от председателя на Държавна сигурност (ДС) генерал Солаков. Тъй като това е епохата на Пражката пролет, създадена е „такава система, че да не бъде възможно в етера да се излъчва нищо, което противоречи на линията на партията“. На 11 май е приет мащабен план за „Допълнителни мероприятия“ на органите на ДС. Извършва се прочистване на масмедии, ВУЗ-ове и др. и същевременно се внедряват още „оперативни работници“, масово са интернирани хора, като са взети мащабни мерки за прикриване на насилията. Мобилизирани са офицери и сержанти от запаса; изпратени са дори групи за „активни настъпателни действия“ срещу „ционисткия център във Виена“, радио „Свободна Европа“ и българските емигрантски центрове. От провинцията са командировани хиляди комсомолски дейци и милиционери, 500 комсомолци са организирани в „специални доброволни отряди под ръководството на КДС“.
За нуждите на фестивала са ремонтирани и изградени някои съоръжения, като новата зала „Фестивална“.

## Провеждане
Фестивалът в София преминава под лозунгите „За солидарност, мир и дружба“ и „СССР – опора на световния мир!“. Участват над 15 000 участници от 142 страни.
Бийтълс са изявили желание да свирят на фестивала, но предложението им е отхвърлено от ДС и организационния комитет.
Чехословакия е възприемана като опасен враг. Още преди откриването, на граничния пункт Калотина са спрени около 30-ина чехословашки младежи и не са допуснати в страната. В София делегатите на Чехословакия скандират по улиците: „София, събуди се!“, „Нашата демокрация си е наша работа“, поляците скандират „Цяла Полша чака своя Дубчек!“, към тях се присъединяват и българи. Мерките срещу „хулиганите“ се ожесточават. Чехословашката делегация е заплашена, че ако не променят поведението си, ще има последствия. Делегатите са лишавани от достъп до културни прояви, конфискувани са им материали, изчезва естрадата пред Чехословашкия културен център и т.н. На 31 юли вечерта е прекъсната телексовата връзка с Прага и Братислава, може би във връзка с подготвяно, но отложено нахлуване на 1 август в Чехословакия. Към делегацията има прикрепени много чешкоговорещи агенти, но се оказва, че някои от тях изпитват симпатии към Пражката пролет.
Следващ фестивал се организира едва след 5 години, докато преди това фестивали е имало веднъж на всеки 2 години.  